# Kalthoum Sarraï
Khaltoum Saihi dite Kalthoum Sarraï (en arabe : كلثوم السراي), née le 25 septembre 1962 à Radès (Tunisie) et morte le 20 janvier 2010 à Saint-Cloud, est une auxiliaire de puériculture et animatrice de télévision franco-tunisienne. Plus connue sous le pseudonyme de Cathy, son nom est également orthographié Kalthoum Sarray, Caltoum Sarraï ou encore Calthoum Sarray.
Elle a connu la célébrité pour avoir animé sur la chaîne de télévision M6 la version française de Super Nanny, une émission de téléréalité, diffusée à partir du 1er février 2005.

## Biographie
D’origine tunisienne, Kalthoum Saihi naît au sein d'une fratrie de sept frères et sœurs, elle est fiancée à quatorze ans puis mariée à seize ans à un fils d'immigrés qu'elle ne connaissait pas avant son mariage. Ne parlant pas un mot de français lorsqu'elle arrive en France en 1979, elle obtient un certificat d'aptitude professionnelle de la petite enfance puis un diplôme d'auxiliaire de puériculture. Parallèlement, elle donne naissance à trois enfants, deux filles (Eptissem et Najoua) et un garçon (Hamadi).
En 2005, sous le pseudonyme de Cathy, elle est amenée à jouer le rôle de coach éducatif dans l'émission de télé-réalité Super Nanny diffusée sur les chaînes M6 et RTL TVI. Au printemps 2008, elle anime également durant quelques mois d'autres émissions de coaching parental à la télévision tunisienne : Insahni (Conseillez-moi) puis Aiche Naâmil, toutes deux diffusées sur la chaîne Hannibal TV.
Le principe du programme reprend celui de l'émission de télé-réalité britannique Super Nanny : la série met en vedette une éducatrice qui vient en aide aux parents en difficulté sur le plan de l'éducation de leurs enfants. Elle leur enseigne différentes techniques d'éducation ne frustrant pas les enfants. Les reportages suivent l'ensemble de la démarche de l'éducatrice qui commence par quelques journées d'observation, suivies par la mise en place de nouvelles règles de vie collective. « Super Nanny » accompagne ensuite les parents afin de les aider à construire leur vie familiale autour de ces nouvelles règles.
En août 2008, une rumeur indique que Kalthoum Sarraï attend un quatrième enfant et qu'à la suite d'un accident domestique, sa grossesse est interrompue ; cette dernière dément très rapidement ces allégations, en précisant qu'elle suivait un traitement à base de cortisone à ce moment-là.
En 2009, elle participe au clip Berlin de Christophe Willem, premier single de l'album Caféine, dans lequel elle parodie son personnage de gouvernante sévère. En novembre de la même année, elle joue, à nouveau, son propre rôle avec Stéphane Rotenberg dans une publicité pour la Wii de Nintendo.
Elle meurt à l'âge de 47 ans, dans la nuit du 19 au 20 janvier 2010, des suites d'un cancer du sein et non d'un cancer du poumon comme la presse l'avait initialement annoncé. Son corps est rapatrié à Tunis par avion, le 21 janvier au matin, enveloppé dans le drapeau tunisien. L'enterrement a lieu au cimetière Sidi-Salah du Bardo, près de Tunis, dans l'intimité et selon le rite musulman.

## Publications
- Kalthoum Sarraï et Claude Thomas, Cathy, une vie hors du commun : l'autobiographie de Super Nanny, Neuilly-sur-Seine, M6 Éditions, 2006, 232 p. (ISBN 2-915127-22-0).
- Kalthoum Sarraï et Juliette Rocher, Super Nanny : tous les bons conseils de Cathy, Neuilly-sur-Seine/Paris, M6 Éditions/Hachette pratique, 2006, 221 p. (ISBN 2-01-237126-4).
- Kalthoum Sarraï et Stéphan Lagorce, Super Nanny : à table les enfants ! astuces, conseils et recettes de Cathy, Neuilly-sur-Seine/Paris, M6 Éditions/Hachette pratique, 2009, 127 p. (ISBN 978-2-01-237912-1).
- Kalthoum Sarraï, Au lit sans souci !, Paris/Neuilly-sur-Seine, Hachette pratique/M6 Éditions, coll. « Les carnets de Super Nanny », 2010, 127 p. (ISBN 978-2-01-237923-7).
- Kalthoum Sarraï, Les carnets de Super Nanny, Paris/Neuilly-sur-Seine, Hachette pratique/M6 Éditions, coll. « Les carnets de Super Nanny », 2010, 125 p. (ISBN 978-2-01-237924-4).
- Kalthoum Sarraï, Se faire obéir sans souci !, Paris/Neuilly-sur-Seine, Hachette pratique/M6 Éditions, coll. « Les carnets de Super Nanny », 2010, 127 p. (ISBN 978-2-01-238060-8).